# السقف (عبس)

تعديل مصدري - تعديل

السقف هي إحدى قرى عزلة مطولة بمديرية عبس التابعة لمحافظة حجة، بلغ تعداد سكانها 932 نسمة حسب تعداد اليمن لعام 2004.